# Céklatinóru
A céklatinóru (Neoboletus luridiformis) az osztatlan bazídiumú gombák (Homobasidiomycetes) osztályának tinórugomba-alkatúak (Boletales) rendjébe, ezen belül a tinórufélék (Boletaceae) családjába tartozó faj.

## Előfordulása
A céklatinóru előfordulási területe Európa és Észak-Amerika.

## Megjelenése
A kalap 8-20 centiméter átmérőjű, fiatal korban félgömb alakú, majd párnásan domború, később többé-kevésbé kiterül. Színe többnyire egységesen sötétbarna, de olaj- vagy feketés-barna is lehet; finoman molyhos szőrű, csupán nedves állapotban gyengén tapadós felületű. A termőréteg csövei halvány-, világos- vagy olajsárgák, végül sárgászöldek, vágásra vagy törésre azonnal kékülnek. A tönk 4-15 centiméter hosszú és 2-6 centiméter vastag. Fiatalon gumós, hasas, de hamarosan henger alakúvá válik, bár viszonylag vastag marad. Felülete aprón pikkelyes, vörös, pörsenésszerű foltokkal sűrűn pontozott, érintésre azonnal kékül.

## Életmódja
A céklatinóru a savanyú, mészben szegény vagy legalább a felső szintben elsavanyodott talajokat kedveli. Lomblevelű és fenyőerdőkben, főleg bükkök és lucfenyők alatt, valamint lápokon, a magasabb hegyvidékeken is megtalálható. Júniustól októberig terem.

## Felhasználhatósága
A gomba jól megfőzve, sütve ehető.

## Képek

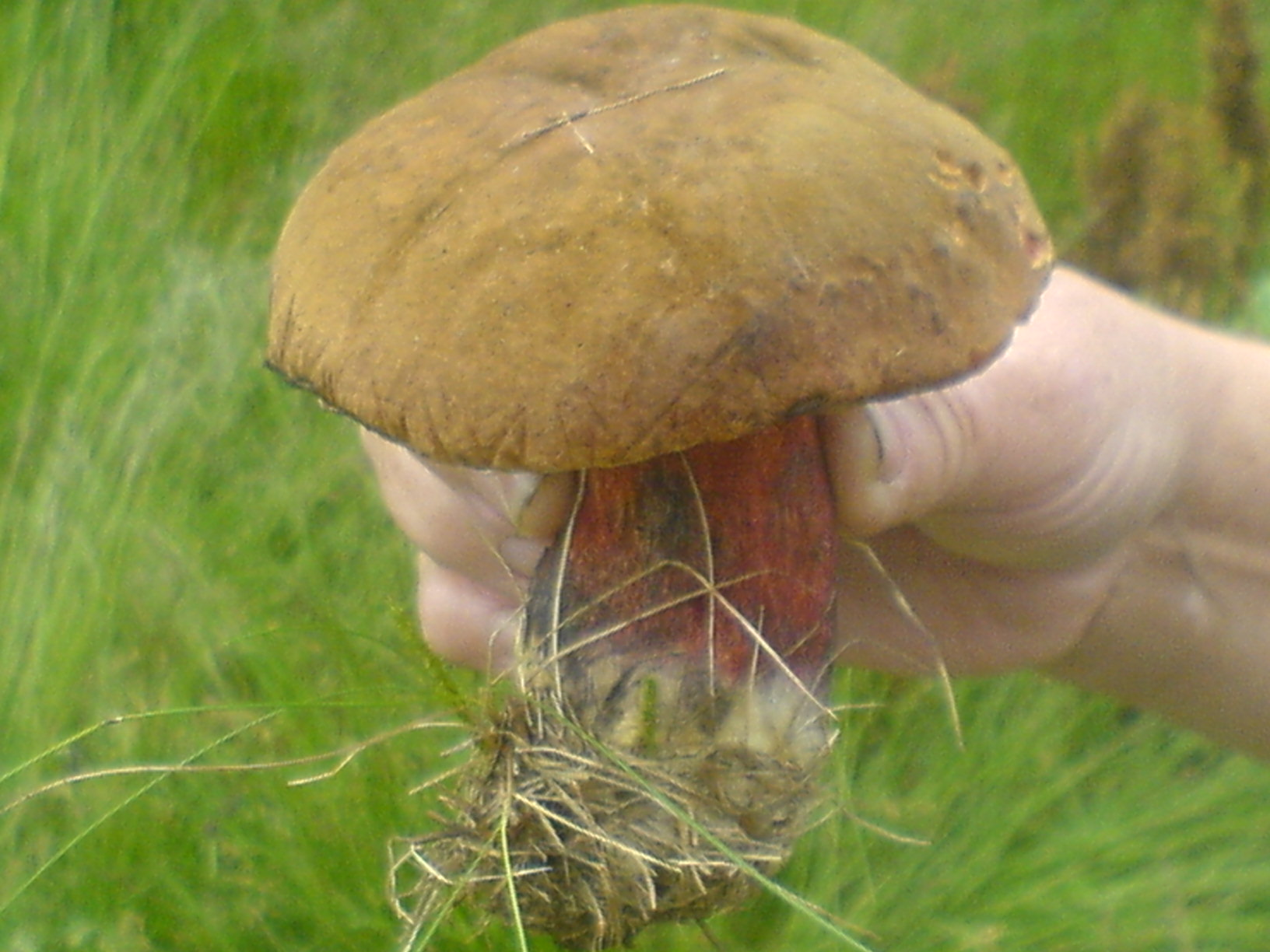
Kézben tartott példány kalappal, tönkkel és micéliummal
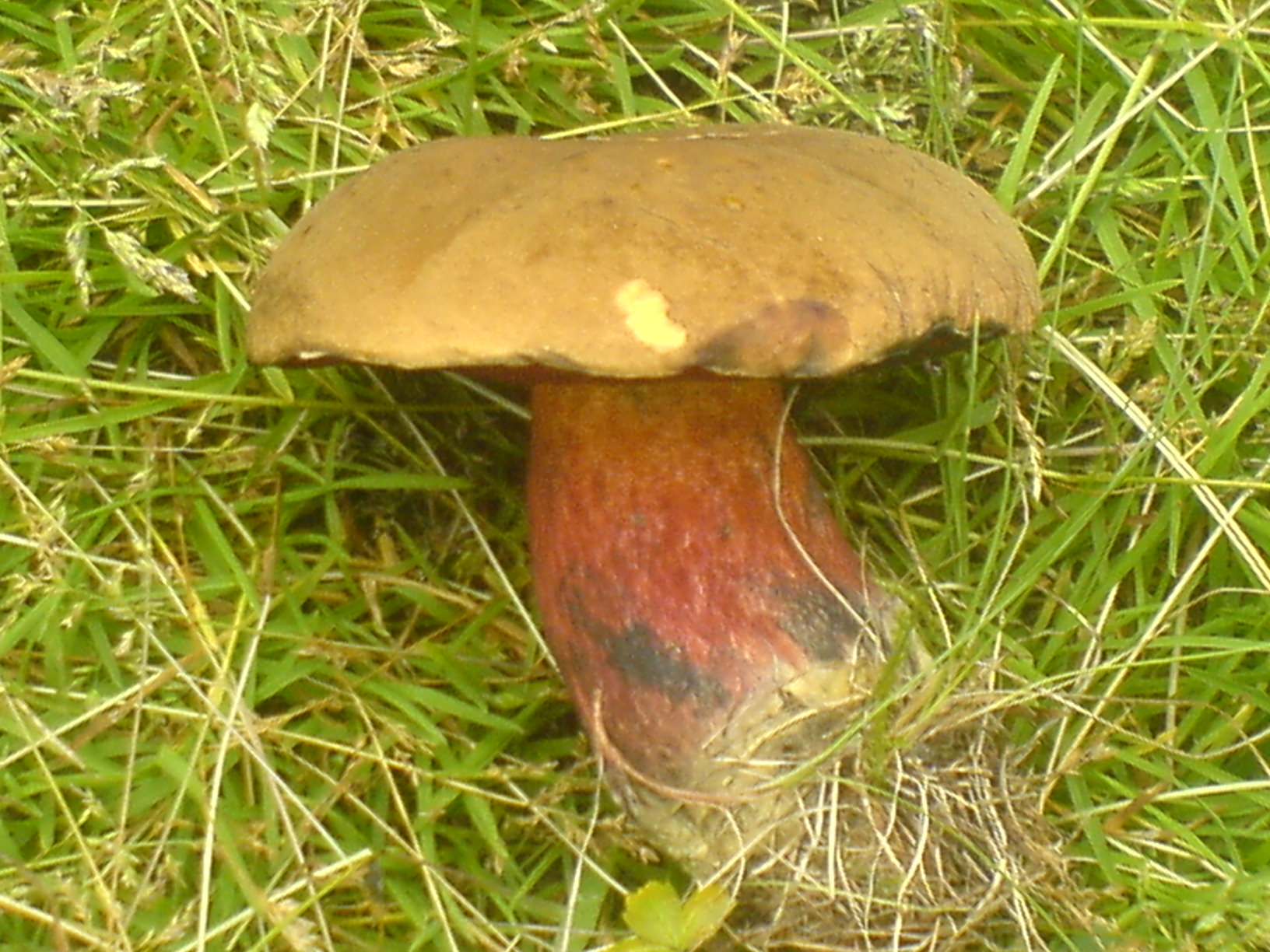
A fűben,
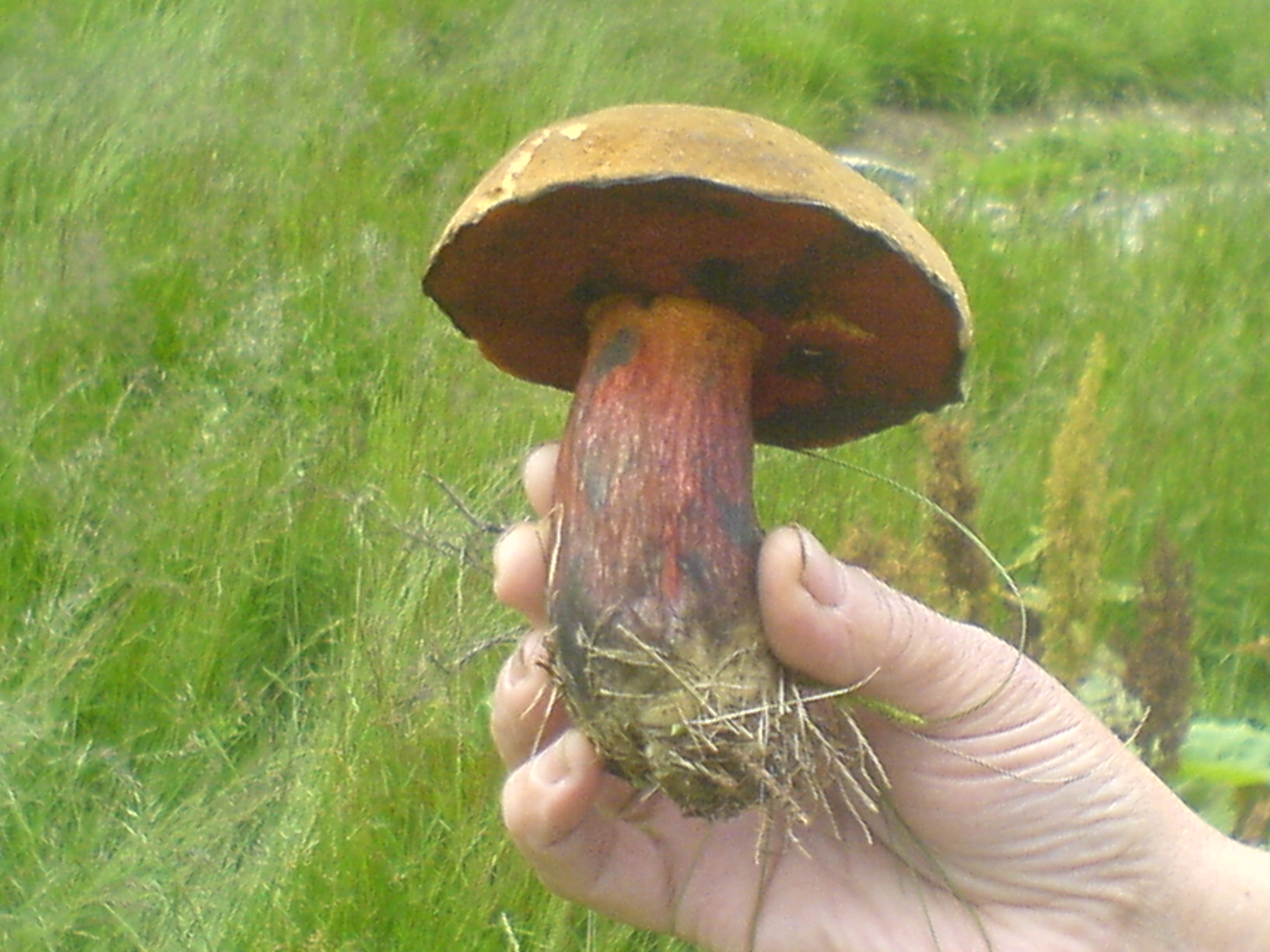
kézben
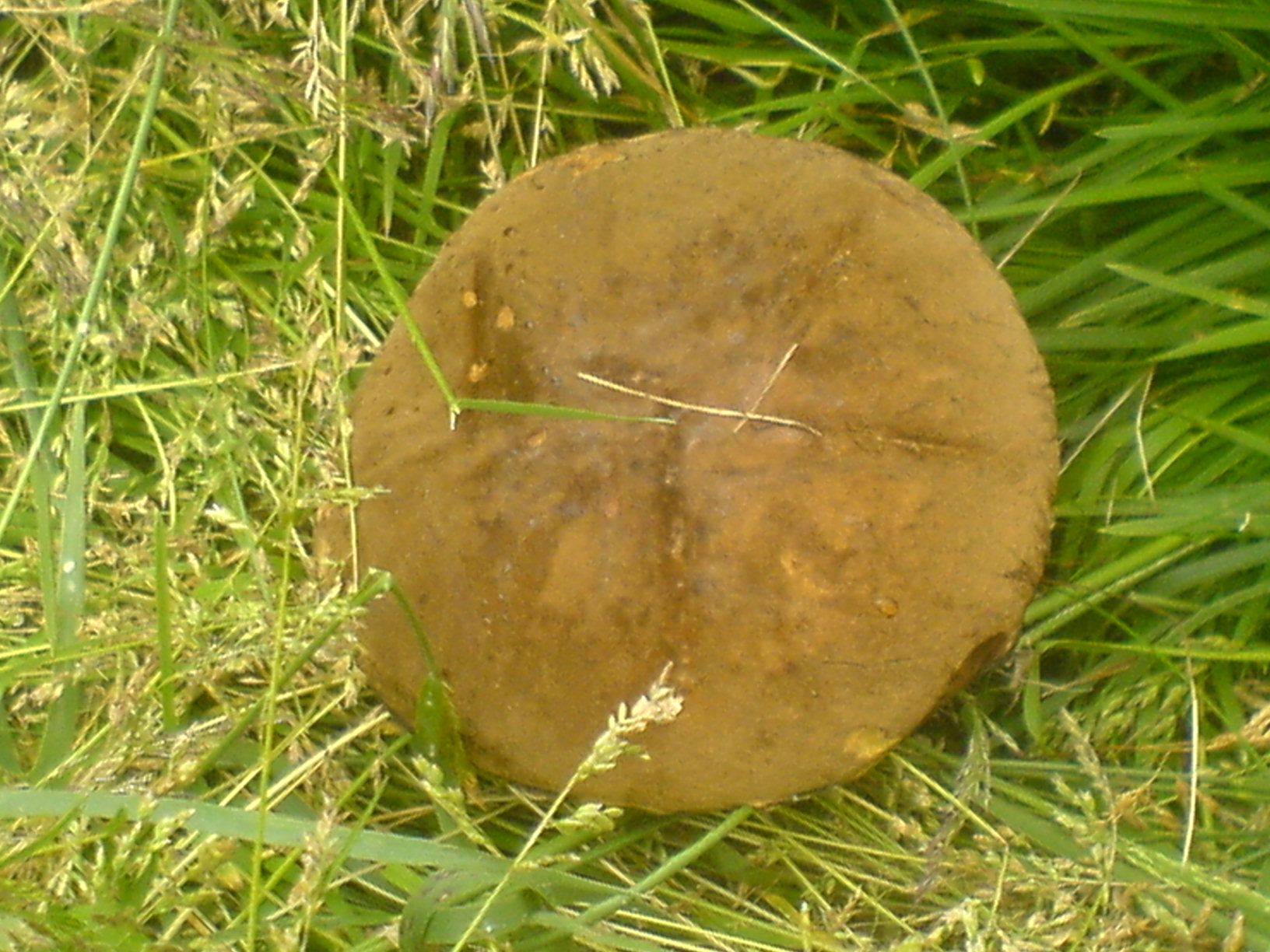
és a kalapja
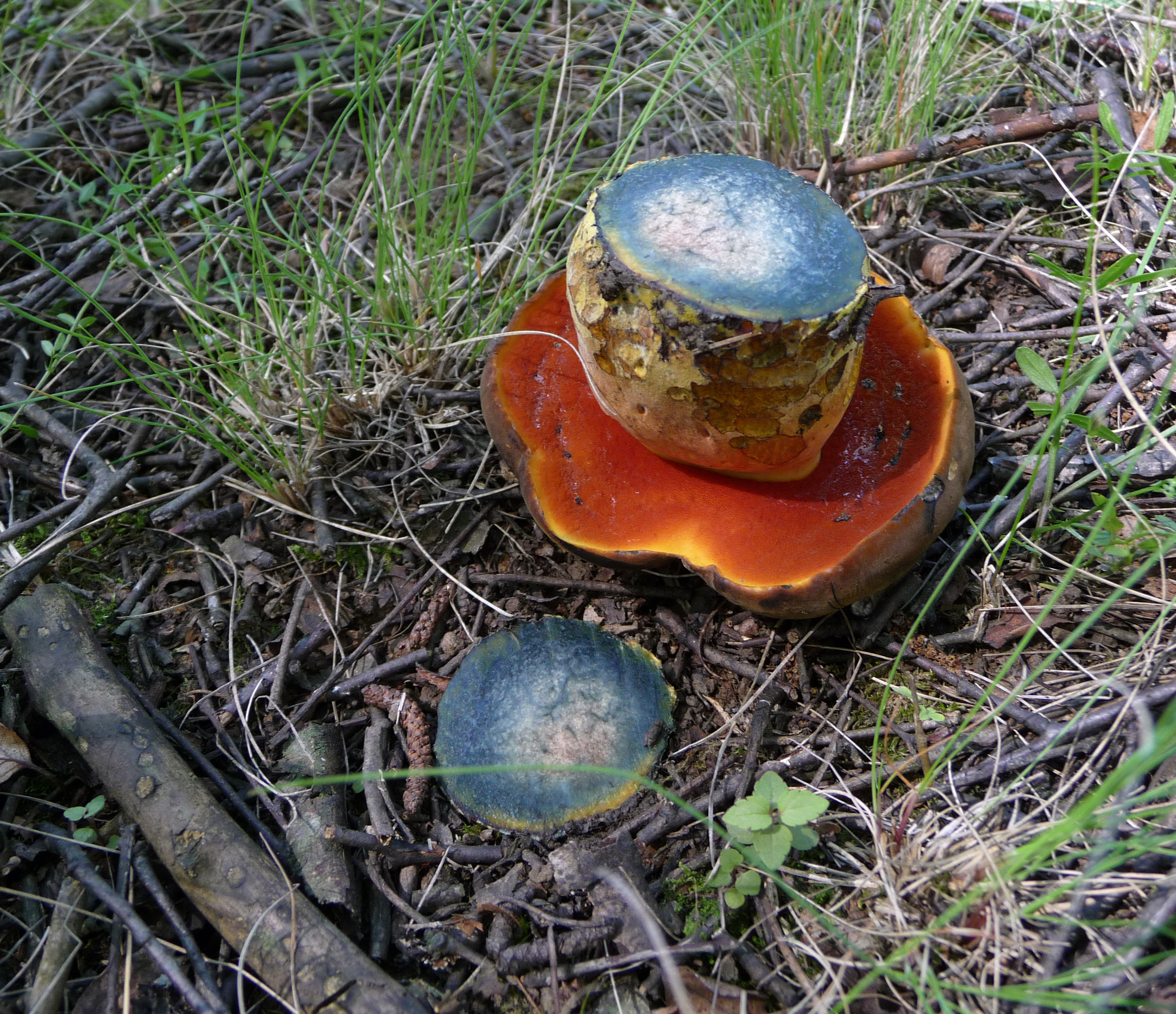
A tönkjéről levágott céklatinóru húsa néhány másodperc alatt megkékül